# Wally West
Wallace Rudolph "Wally" West es un superhéroe ficticio que aparece en los cómics estadounidenses publicados por DC Comics como el Kid Flash original y el tercer Flash el hombre mas rapido del Multiverso. Su poder consiste principalmente en una velocidad sobrehumana. El sobrino de Barry Allen, el segundo Flash, apareció por primera vez en Flash # 110 (1959), que mostraba su transformación en Kid Flash. Bajo el manto de Kid Flash, Wally fue representado como un compañero adolescente de su tío y miembro fundador de los Jóvenes Titanes. Después de la muerte de Barry en Crisis on Infinite Earths en 1985, Wally asumió el papel de Flash de 1986 a 2009 en la alineación principal de DC hasta que Barry regresó en The Flash: Rebirth. Aun así, Wally es el personaje más rápido que jamás haya tenido el manto de Flash, y sigue siendo un favorito de los fanáticos.
En su debut como Flash, Wally usa un traje rojo y dorado distintivo similar al de Barry, que, al igual que su tío, tradicionalmente almacena comprimido dentro de un anillo. Más tarde crea un disfraz directamente de la energía de Speed Force. Tras su regreso en DC Rebirth, Wally obtiene un nuevo traje rojo y plateado que genera un rayo blanco para demostrar que su conexión con Speed Force es aún más fuerte que antes.
Generalmente retratado como caucásico con cabello rojo y ojos verdes, Wally fue reinterpretado como birracial para el relanzamiento de New 52 de DC en 2011. Sin embargo, el deseo de los fanáticos de ver restaurada la interpretación original del personaje llevó al Wally original a regresar en DC Rebirth de 2016, mientras que su reinterpretación de New 52 se reveló como un personaje separado quien es su primo renombrado con el nombre Wallace para distinguirlo de Wally.
En 2011, IGN clasificó a Wally West en el puesto 8 en su lista de los "100 mejores superhéroes de todos los tiempos", por delante de otros héroes velocistas, afirmando que "Wally West es uno de los héroes más grandes de DCU, incluso si no se clasifica como el Scarlet Speedster original". En 2013, Wally West coloca sexto en IGN's Top 25 héroes de DC Comics, también por delante de otros velocistas.
Wally West ha aparecido en muchas otras formas de medios y apareció como la encarnación de Flash en la serie Liga de la Justicia de Cartoon Network, con la voz de Michael Rosenbaum, y la película de 2010 Justice League: Crisis on Two Earths, con la voz de Josh Keaton. Como Kid Flash, apareció en la serie Young Justice de Cartoon Network, con la voz de Jason Spisak. Keiynan Lonsdale fue el primer actor en interpretar al personaje en vivo en los programas de Arrowverso The Flash y Legends of Tomorrow.

## Biografía ficticia del personaje

### Origen y Kid Flash
Wally West, el personaje era un niño pelirrojo de ojos verdes, quien era el sobrino de la novia de Barry Allen, Iris West. Durante una visita a la central de laboratorio de la policía, el accidente que le dio sus poderes a Barry, se repitió pero está vez dándoselos a Wally West. Ahora el poseía las mismas habilidades que Barry y pasó a ser su compañero, llamado Kid Flash. Su traje fue modificado a uno amarillo con partes rojas. Además de sus apariciones en los títulos de Flash, formó parte de los Teen Titans, y se volvió un gran amigo de Dick Grayson, el Robin de esos tiempos y que poco después comenzaría a ser llamado Nightwing, también era amigo de Aqualad, posteriormente dejó a los Teen Titans para ser Flash por la muerte de su antiguo compañero. Convirtiéndose el nuevo flash y usando el traje tradicional color rojo.

### Flash
Durante la Crisis en las tierras infinitas, Barry Allen dio su vida para salvar la Tierra por el cañón de antimateria que se dirigía al planeta.1 Al principio no sabía de esto Wally fue engatusado por Jay Garrick en ayudar a los héroes contra las fuerzas de Antimonitor. Durante la batalla final con el Antimonitor, Barry Allen fue golpeado por un rayo de energía de antimateria, lo cual acabó con su vida al sacrificarse por todos. A raíz del conflicto, Wally en honor a su antiguo compañero, se volvió Flash y uso el mismo traje que Barry. La decisión por el personal editorial de DC Comics a cambiar radicalmente su universo ficticio vio una serie de cambios en el statu quo del personaje. Wally West se convirtió en un Flash nuevo menos potente que su predecesor. Por ejemplo, en lugar de ser capaces de alcanzar la velocidad de la luz, podría ejecutar solo más rápido que el de sonido. Además, el personaje tuvo que comer grandes cantidades de alimentos para mantener su metabolismo. Esos cambios fueron seguidos rápidamente y en 1987 salió la publicación de un nuevo cómic de Flash, inicialmente escrito por Mike Baron. Estas historias se centraron no solo en las hazañas del super héroe, sino también en su vida cotidiana, la riqueza de Wally, pues West ganó la lotería y compró una gran mansión, y se convirtió en una especie de playboy. Las finanzas y la suerte del personaje continuaron a disminuir y desaparecer hasta flash vol. 2, n º 62, cuando sus caminos de playboy terminaron y su fortuna fue estabilizada.
La década de 1990 también hubo otras modificaciones a la apariencia del personaje, con un uniforme modificado aparece en 1991. Este traje de modificación alteró la apariencia visual del traje tradicional Flash, con un cinturón formado por dos tornillos conectando reunión relámpago en una "V" en la parte frontal, la eliminación de las alas de la parte superior de sus botas, un cambio en el material de su traje y lentes opacas añadido a los ojos de su capucha.
El escritor, Mark Waid amplió los poderes del personaje temáticamente, y redefinió aún más el carácter al introducir la Speed Force, una fuente de energía que sirve como una explicación seudocientífica para explicar de donde provienen sus poderes y la de otros velocistas de ficción dentro del Universo DC. El uso de este concepto como base, se aprovecha, para expandir la potencia del personaje de West, ya que la fuerza de la velocidad lo usa para incrementar sus capacidades. El personaje estaba ahora en condiciones de prestar velocidad a otros objetos y personas,. y crear un traje directamente de la energía de la Fuerza velocidad. También se restauraron los poderes tradicionales, tales como la capacidad para vibrar a través de objetos sólidos. La década del 2000 el escritor Geoff Johns revitalizó el carácter mediante la introducción de nuevas versiones de personajes tales como Zoom y casarse con el personaje con su novia Linda Park. En la miniserie Crisis Infinita como un recurso narrativo, el personaje de Wally West y su familia fueron vistos saliendo de una realidad alternativa. Esto permitió que el personaje de Bart Allen pueda convertirse en el cuarto Flash y encabezar un tercer volumen, llamado The Flash: The Fastest Man Alive. La reacción crítica a esta nueva versión del personaje fue mezclado y el personaje fue asesinado en la edición final del tercer volumen de corta duración, se decidió que Wally West debía devolver. Y la historia JLA / JSA "La Saga Lightning " se utiliza para devolver el carácter a la Tierra junto con su esposa y sus hijos, que parecen haber envejecido varios años. Wally West apareció después en All Flash # 1 (2007), en busca de venganza contra los que habían matado a Bart Allen. Esto fue seguido por The Flash vol. 2, que reanudó su publicación después de la larga pausa con la edición # 231 (octubre de 2007). La serie encuentra al personaje que lucha por tratar de levantar los dos gemelos con superpoderes, plagado por el crecimiento acelerado y su falta de experiencia en el juego heroico, una tarea que se hizo más difícil por el desempleo de Wally, su incapacidad de mantener un trabajo estable, y la desconfianza de la Liga por su decisión de llevar a sus dos hijos al redil. La serie fue cancelada con la edición # 247 (febrero de 2009). En Final Crisis, el personaje se reunió con su tío Barry Allen, que había vuelto a la vida. La nueva vida de Wally como Flash no fue nada fácil. Su tío había dejado para él una valla alta, y siempre vivió acomplejado por el recuerdo de este; incluso sus poderes se debilitaron hasta el punto que apenas podía alcanzar la velocidad del sonido, acudía aún psicólogo, y este, le diagnóstico que la disminución de sus poderes eran por su falta de fe en el mismo y el miedo a superar a su tío y a la vez héroe Barry Allen, por lo que con el tiempo West logró superar sus temores. Por otra parte, en la vida personal de Flash ganó la lotería pero despilfarró la fortuna con bastante rapidez.Las cosas cambiaron cuando Wally descubrió la “fuerza de la velocidad”. Esta energía resultó ser la que había otorgado sus poderes a Jay Garrick y a Barry. Sin embargo, no fue así con Wally. Este obtuvo sus poderes al parecer, porque tal vez su tío le concedió una parte de sus poderes. No era de extrañar que éstos se debilitaran tras la muerte de Barry Allen. No obstante, llegó un momento en que Wally tuvo que entrar en la fuerza de la velocidad, y se convirtió en el velocista que mayor acceso ha tenido a esta, en otras palabras, actualmente sus poderes superan ampliamente a los de sus predecesores, por lo que es el más veloz. Wally luchaba contra el crimen siendo Flash. En esta nueva etapa de su vida vivió una de sus mayores aventuras, la denominada Guerra de los Villanos por la que todos sus enemigos entraron en una dura batalla. Durante estos hechos el malvado segundo Zoom se alió con el primer Zoom, venido este del pasado, y Wally hizo lo propio con Barry Allen. Finalmente los villanos fueron derrotados y Barry volvió a su época, dispuesto a cumplir su fatal destino durante la Crisis en tierras infinitas, para Flash Wally, estos acontecimientos terminaron de manera positiva: por un inesperado giro de los acontecimientos su esposa Linda Park volvió a estar embarazada y tuvieron a dos bebés. Wally y Linda eran ahora padres de gemelos.Sin embargo, la felicidad no iba a durar mucho en la familia West. Durante la Crisis Infinita Wally se unió a Jay Garrick y Bart Allen para detener a Superboy-Prime. El nivel de velocidad que alcanzaron abrió una fisura en la Fuerza de la Velocidad que absorbía a Wally mientras corrían. Antes de desaparecer su espectro, se manifestó frente a Linda y sus hijos para despedirse, pero su esposa se negó a perderlo y se marchó con él llevando a los dos niños. Tras su desaparición Bart Allen, dejó de ser Kid Flash, para convertirse en Flash.La editorial decidió que el personaje de Wally West debía volver, por lo que las series de cómics de Bart Allen como Flash, llegaron a su fin y no duro mucho. Fue así, que Bart Allen en una lucha muere asesinado por los villanos, y pocos minutos después Wally West volvía de haber estar atrapado en la speed force junto con su esposa e hijos. Es ahí, donde, Wally West, se entera de que su amigo Bart Allen había muerto, y el mismo sucedió a Bart, nuevamente West viste su traje y otra vez se vuelve Flash, y quiso vengar la muerte de su amigo.

### Flash: Renacimiento
Las entrevistas con The Flash: Renacimiento artista Ethan Van Sciver reveló que Wally West adoptaría un traje con un nuevo diseño en la serie limitada, que reincorpora a Barry Allen como la inflamación El nuevo traje está inspirado en gran medida por los cambios originales hechos para el traje en Flash vol. 2, n º 50 (lentes capucha, botas "sin alas", la línea de cintura en forma de V, y el color rojo oscuro de la demanda), que se desliza dentro y fuera de uso cuando el personaje fue dibujado por diferentes artistas. El traje de Wally también se ha dado un carenado recta que corta en la parte inferior de la nariz, similar a Batman. Wally también ha ganado un nuevo símbolo idéntico al símbolo usado por su homólogo animado en la serie animada Liga de la Justicia, para distinguir aún más a Wally de Barry Allen. Después de la final de "The Flash: Renacimiento", Barry Allen se convirtió en el protagonista de una nueva serie en curso llamada "Flash", y West aparecía fuera de la historia.

### Blackest Night
Durante La noche más oscura, Wally West ayuda a Barry Allen a difundir la información a todos los héroes de la Tierra acerca del ascenso del Green Lantern Corps. Cuando Mano negra trae de vuelta a Nekron, Barry es atacado por un ejército de Linternas Negras, mientras lucha contra ellos, Wally viene a su rescate, trayendo consigo a la Liga de la Justicia, Los Jóvenes Titanes y Bart Allen el Kid Flash. Los tres flash luchan en su camino contra los linternas negras y Nekron. Antes de que puedan atacar, la cicatriz del guardián linterna negra los ataca, intentando convencerlos de convertirse en linternas negras. Justo después, Hal Jordan y los líderes de los siete cuerpos de la linterna llegan para ayudar. Los héroes atacan a los Linternas Negras, pero cuando Mano Negra reanima el cadáver de Batman como Linterna negra, el choque emocional resultante permite que los anillos de los linternas negras se enganchen a los héroes resucitados, transformando a Superman, Superboy, Mujer Maravilla, Flecha Verde, Canario Negro y Chico Flash en linternas negras. Bart Allen siendo ya un linterna negra ataca a Barry Allen, y los dos pelean por un momento antes de que Wally intervenga. Un par de anillos de los linterna negras entonces intentar tomar a Barry y a Hal. Wally huye con Barry, diciéndole que se quede y se proteja a sí mismo, luego huyen de la escena para evitar convertirse en linternas negras.

### Regreso:The New 52yDC Rebirth
Tras el reinicio de 2011 del universo de los cómics de DC, parece que Wally West nunca existió. Una interpretación aparentemente nueva de Wally West se introdujo en The Flash Annual # 3. Originalmente retratado como la versión New 52 del personaje clásico y original y el hijo birracial de Rudy West, este Wally birracial, llamado Wallace West en los cómics posteriores, fue retratado en DC Rebirth # 1 como el primo de Wally West y el hijo del New 52 Reverse Flash, Daniel West. Se explica que ambos primos recibieron el nombre de su bisabuelo.
La existencia del Wally West original se insinúa en el número final de Titans Hunt, en el que los varios Teen Titans originales recuerdan su vínculo entre ellos, pero se dan cuenta de que todavía se olvidan de un miembro final importante de su equipo. Miran hacia el océano cuando cae un rayo.
Wally West se reintroduce en la continuidad de DC una semana después en una historia de DC Rebirth. La historia revela que después del evento Flashpoint, Wally se perdió en Speed Force durante 10 años. Mientras estaba atrapado, se dio cuenta de que Barry no había sido responsable de la mutación del universo de la Nueva Tierra en la Primera Tierra, sino que una entidad desconocida había utilizado el viaje en el tiempo de Barry como una oportunidad para alterar fundamentalmente la realidad. Las consecuencias de la reciente Guerra Darkseid permitió a Wally intentar acercarse a sus antiguos amigos con la esperanza de regresar o advertirles de la verdad. Cada intento hizo que cayera más en la Speed Force. Después de darse cuenta de que ni siquiera Linda (su tradicional "pararrayos") podía recordarlo, Wally se hundió en la desolación y optó por presentarse ante su tío, Barry, por última vez para agradecerle la vida que le había dado. Justo antes de que Wally desapareciera, Barry lo recordó y lo arrastró fuera de Speed Force. La presencia de Wally integra su historia Pre- Flashpoint a la nueva línea de tiempo para acomodar su existencia, restableciendo su pasado y aquellos que se asociaron con él. Después de una reunión llena de lágrimas, Wally le advirtió a Barry la verdadera fuente del cambio universal y los peligros venideros. Aunque los dos deciden mantener en secreto el regreso de Wally de Iris basándose en la propia experiencia de Wally con Linda, Barry lo alienta a regresar a los Titanes, pero también recomienda que se ponga un nuevo disfraz para reflejar que él es Flash en lugar de 'Kid Flash'. Wally va con los Titans, y a través del contacto físico con Nightwing, Donna Troy, Arsenal, Tempest y Lilith Clay.con Speed Force recordándoles sus recuerdos con él, creando una nueva historia. Luego de un emotivo reencuentro con sus amigos, les cuenta la situación. Wally cree que la entidad desconocida atacará de nuevo para evitar que descubran la verdad, lo que harán juntos como Titanes.
Inmediatamente después de los eventos en Titans: Rebirth, Lilith hace que Wally repita la historia de su regreso para que ella la use como un medio para fortalecer las conexiones mentales entre él, ella y los Titans. Mientras hace esto, se da cuenta de que el pensamiento más poderoso en la mente de Wally es el de Linda Park, lo que provoca varias reacciones, pero de apoyo, de los otros Titanes. Nightwing anima a Wally a buscar a Linda e intentar crear nuevos recuerdos con ella. En otra parte, Linda todavía está desconcertada por la repentina presencia de Wally en su vida y decide investigarlo más a fondo. Durante un enfrentamiento con Abra Kadabra., Wally se ve obligado a esforzarse tan rápido que es enviado a Speed Force mientras intenta salvarla a ella y a los otros Titanes de ser asesinados por Kadabra, pero en una conversación con una manifestación de sus recuerdos de Linda, Wally es Animado a no renunciar a la idea de que él puede establecer una nueva relación con ella en esta línea de tiempo, posteriormente usando sus recuerdos de los Titanes como un nuevo 'pararrayos' para regresar a la Tierra. Posteriormente, Wally recibe la visita de Superman, quien confirma que él, como Wally, recuerda el mundo que existía antes de que la historia fuera "editada".
Más tarde, Deathstroke quería usar Speed Force para salvar a su hijo y saca a Wally. Wallace West y Damian Wayne lograron salvar a Wally, pero Damian Wayne tuvo que detener el corazón de Wally West momentáneamente, haciendo que Wally West tuviera un ritmo cardíaco. Después de esa aventura, mientras estaba en una misión con los Titanes, Wally aprendió que también tiene la capacidad de ir rápido y detener el tiempo.
Después de una batalla contra Psimon, Mister Twister y la Llave, Wally usó demasiadas habilidades y aparentemente muere. Sin embargo, Kid Flash (Wallace West) siente la "muerte" de Wally y se apresura a encontrarlo. Después de darse cuenta de que Wally West está "muerto", Kid Flash siente que Wally no está completamente muerto y lo revive poniendo en marcha su corazón, curando a Wally de su condición de marcapasos. Wally West luego ayuda a los Titanes a derrotar al yo malvado de Donna Troy de un futuro alternativo, Troia y los otros villanos.
Cuando Barry se enfrenta a Wally sobre cómo no ha hecho ningún esfuerzo real para ponerse en contacto con Iris, reconstruir las cosas con Linda o incluso tratar de hacer una nueva vida para sí mismo, Wally intenta compensar esto rastreando a Frances Kane, pero su inicial El contacto con ella también reaviva sus viejos problemas psicológicos, lo que hace que ataque a Wally antes de que él la calme confesándole sus propios temores sobre sus circunstancias actuales. Inspirado por esta conversación, Wally llama a Dick Grayson para que lo ayude a comprar un apartamento. Sin embargo, Wally no sabe que su amigo convertido en enemigo Hunter Zolomon ha regresado. Ahora en una posición de autoridad en el siglo 25, Zolomon envía a los Renegadosen el pasado para arrestar a Iris por el asesinato de Eobard Thawne con la intención de provocar una guerra entre los Flashes con el fin de hacer que 'el verdadero Flash' sea más fuerte a través de la tragedia. Después de que la familia Flash derrotó a Gorilla Grodd en una batalla, Wally se encuentra con Iris por primera vez después de su desaparición. Empieza a recordar Pre- Flashpointrecuerdos después de que Iris lo recuerda. Sin embargo, una confrontación con su antiguo aliado Hunter Zolomon provoca que Barry y Wally entren en conflicto, ya que Hunter convence a Wally de que la Speed Force debe ser destruida para liberar a los aliados desaparecidos que todavía están 'atrapados' dentro de ella, incluidos los hijos de Wally, Jai e Iris West, Max. Mercurio e impulso. Wally se decidió a romper la Speed Force en un intento por liberarlos, lo que lo llevó a una persecución frenética, con Barry Allen tratando de detener a Wally antes de que hiciera algo drástico, recordando demasiado bien el daño que él mismo había hecho a la secuencia del tiempo. intentando detener el asesinato de su madre durante el evento Flashpoint. Desafortunadamente, Wally demostró ser el verdadero hombre más rápido del mundo y pudo superar a Barry y crear la ruptura que quería. La explosión resultante envió a ambos héroes de regreso a Barry ' ciudad natal de Central City y en las garras de un Zoom que se regodeaba, quien rápidamente reveló que su verdadera intención al recordarle a Wally sobre la existencia de sus hijos era engañar a Wally para que rompiera la Barrera de la Fuerza, una barricada cósmica que ocultaba energías que podían aprovecharse. por las personas adecuadas de la misma manera que Speed Force empodera a los velocistas. Estas energías incluyen la Fuerza Sabia, aparentemente basada en poderes telepáticos y telequinéticos, y la Fuerza de Fuerza. Zoom descubrió la existencia de estas energías leyendo libros de historia del siglo 25 y determinó una forma de aprovechar estas energías, así como la Fuerza de la Velocidad una vez que se rompió la Barrera de la Fuerza.

#### Héroes en crisis
En el arco de la historia, inicialmente se creía que Wally era una de las víctimas de más alto perfil de la masacre en el centro de rehabilitación de superhéroes conocido como Santuario, pero luego se revela que no solo está vivo, sino que en realidad es el verdadero culpable de los asesinatos. Wally explica todo en su confesión, una de las muchas transcripciones de video grabadas que el propio Wally envió a Lois Lane, mientras se identificaba como "The Puddler", que se ha sentido "solo" desde su regreso, ya que su familia permanece borrada de la existencia, con nadie siquiera para recordarlos, excepto él. Estos recuerdos torturados son los que lo llevaron a Santuario en primer lugar, pero no encontró consuelo allí, en cambio, relata cómo todavía se sentía solo porque no vio el mismo tipo de dolor en sus otros residentes y en el programa ' El anonimato solo agravó sus sentimientos de aislamiento. Por lo tanto, Wally investigó por su cuenta en los registros de residentes de Sanctuary y descubrió una verdad que había estado negando. Cada uno de los héroes en Sanctuary estaba de hecho afrontando y tratando de superar sus propios traumas personales, al igual que Wally. Descubrir toda esta información a gran velocidad lo llevó a una avalancha de experiencias emocionales que le permitieron momentáneamente a Wally comprender que no estaba tan solo después de todo. Si bien esta comprensión inicialmente pudo haberle dado algo de consuelo a Wally, todo se le ocurrió en un instante comparativo. En lugar de ayudar a curarlo, la avalancha de emociones lo rompió. A su vez, perdió momentáneamente el control de los poderes de la Speed Force contenida dentro de él y en un fatídico instante, los poderes de la Speed Force se desataron sobre los otros héroes dentro del Santuario, matándolos instantáneamente.
El acceso de Wally a los archivos de Sanctuary había disparado la alarma de la instalación, y en el momento de la avería de Wally sucedió, Harley y Booster estaban inmersos en sus respectivas sesiones de terapia de realidad virtual. Aprovechando esa feliz coincidencia, Wally usó sus poderes para realizar un juego de manos a gran velocidad a expensas de Harley y Booster. A medida que cada uno salía de sus cámaras de realidad virtual, los reprogramaba y engañaba a la pareja para que pensaran que habían abandonado las cámaras, cuando en realidad no lo habían hecho. En lugar de ver la masacre real, lo que cada uno vio fue al otro asesinando a Wally.
A partir de ahí, Wally robó la tecnología de viaje en el tiempo de Booster, se fue cinco días hacia el futuro, mató a su yo futuro y trajo su cuerpo futuro al presente para irse a la escena. Las maquinaciones de Wally son las que llevaron a Booster a descubrir que el cuerpo de Wally muerto tenía cinco días de vida. Wally luego reubicó todos los cuerpos de los otros que había matado, organizando los asesinatos para colocarse por encima de toda sospecha y, en su lugar, estableció a Harley y Booster como los principales sospechosos. Para completar el subterfugio, Wally luego destruyó la computadora y los robots asistentes de Sanctuary, y escribió el ahora infame "Los charcos están todos muertos" en la pared de la sala de Sanctuary. Logró desviar a todos los involucrados en la investigación hasta que Ted Kord, Booster Gold, Batgirl y Harley Quinn descubrieron que Wally era la clave de los asesinatos.
Aparecen justo cuando Wally está a punto de matar a Wally, cinco días mayor, y Wally, cinco días mayor, revela que después de que mató accidentalmente a todos en Santuario, no viajó en el tiempo para "deshacer" su error porque eso es lo que Barry lo hizo durante Flashpoint, en cambio envió los archivos de confesión a Lois Lane para tratar de "compensar lo que sucedió", contarle al mundo lo que había hecho en Sanctuary y alentar a la gente a buscar ayuda antes de que cometieran los mismos errores que él. Wally de cinco días revela que esto es lo mismo que le sucedió a él hace cinco días, que tampoco mató al Wally mayor. Booster Gold explica que todavía pueden "cerrar" el círculo, incluso sin el cadáver de Wally, de cinco días de edad. Pueden ir al siglo 25 y "clonar rápidamente" al mayor Wally. Entonces el joven Wally puede llevar ese cuerpo clonado al pasado.

#### Reloj del Juicio Final
En la secuela de Watchmen, Doomsday Clock, Lex Luthor le mencionó a Lois Lane que alguien ha estado socavando la creación, como lo hizo el Doctor Manhattan con Wally West y la Justice Society of América. Cuando el Doctor Manhattan alteró el Metaverso (y a su vez el Multiverso) y creó el Nuevo Universo 52, Wally (antes de ser liberado en DC Universe: Rebirth # 1 ) escapó brevemente de Speed Force para advertirle al Doctor Manhattan que él sabe qué. este último lo hizo y que los héroes del Universo DC lo detendrán. Wally fue devuelto a Speed Force después.

#### Flash-ForwardyGeneration
Más tarde, Wally es reclutado por Tempus Fuginaut, quien quiere que restablezca el equilibrio entre los multiversos claro y oscuro. Después de salvar varios universos de ser consumidos por la materia oscura, Wally encuentra la Silla Mobius que una vez perteneció a Metron y hace un trato con Fuginaut para devolver a sus hijos Jai e Iris, que estaban atrapados en el Multiverso Oscuro, a su esposa Linda Park. Pero tras sentarse en la silla, Wally, además de obtener un nivel cósmico de conocimiento, también obtiene los poderes del Doctor Manhattan., después de que puso una fracción de su poder en la silla. (El traje y el rayo de Wally procedieron a volverse al azul de Manhattan, con el logo de Manhattan formándose en su frente, y Wally ahora perdió casi todo el sentido de la emoción que tenía y ahora buscaba lógica y conocimiento). Después de descubrir que el Doctor Manhattan no curó completamente el Universo después del Reloj del Juicio Final, Wally comienza a usar sus nuevos poderes para restaurar la línea de tiempo.

#### Future State
En la línea de cómics Future State de DC, que transcurren cinco años en el futuro, Wally West es poseído por Famine, una entidad perversa que absorbe los poderes de todos los miembros de la speedforce, como Barry Allen, Jay Garrick o Bart Allen.

## Poderes y habilidades
Aunque todos los Flash reciben sus poderes de la Fuerza de la Velocidad, Wally West posee una conexión directa a ella, y por esto no se le puede restringir su uso de la misma. Barry Allen no es más rápido que Wally West.Él no es el más lento de todo los velocistas sin contar el de la tierra 34
Fue el primero capaz de utilizar la Fuerza de la Velocidad para crear su traje, e incluso otorgar o quitar velocidad a otras personas u objetos en movimiento. También provocaba que aquellos objetos a través de los que vibraba explotaran, pero luego corrigió este efecto secundario. West puede además viajar a través del tiempo y de las dimensiones por medio de su propio poder, de forma similar a Allen en Showcase número 4 (1956). Como muchos de los velocistas más potentes, es capaz de correr a velocidades en el que es capaz de viajar a través del tiempo, a pesar de ser capaz de controlar y ajustar sus destinos temporales. West es lo suficientemente rápido para escapar incluso de la muerte.
En su retorno al universo DC, Wally continúa siendo el Flash más rápido. En Titans (2016) #5, se establece que Wally siente la Fuerza de la Velocidad dentro de él más que nunca antes. El color blanco de sus rayos que destilan de él mientras corre a super velocidad contiene todos los colores de la Fuerza de la Velocidad.

## En otros medios

### Televisión

#### Acción real
- Es mencionado en la serie Smallville.
- Wally West aparece como un personaje principal en la segunda temporada de la serie de televisión The Flash, interpretado por Keiynan Lonsdale. Wally se convierte en Kid Flash en la temporada 3.[12] Él es una versión amalgada del original Wally West y Wally West II.
- Es mencionado en la serie The Middleman.

#### Animación
- Wally West aparece por primera vez como Kid Flash junto con Flash (Barry Allen), en la serie animada de 1967 The Superman/Aquaman Hour of Adventure, en dos segmentos que se titulan "Take a Giant Step" y "To Catch a Blue Bolt"; este último muestra a Barry y Wally que cambian en sus uniformes usando sus anillos. La apariencia de Wally es difirente físicamente al que se había visto en los cómics. Él tiene el pelo negro también el color rojo y amarillo de su segundo traje se invierte.

- Wally West, aparece como Flash e invitado especial en Superman: la serie animada, con la voz de Charlie Schlatter en el episodio Speed Demons (Demonios de la velocidad). Él y Superman compiten en una carrera de caridad para nombrar al hombre más rápido del mundo. Durante el episodio ambos, tienen que lidiar contra el villano Mago del Clima, quien planea destruir Metrópolis con su máquina para cambiar el clima.

- Wally West junto con Batman, John Stewart, Chica Halcón y el Detective Marciano aparecieron en la serie animada Static Shock.

- Aparece en la serie animada de la Liga de la de Justicia con la voz de Michael Rosenbaum, siendo el Flash del grupo, como uno de los principales protagonistas. En la serie, Flash es presentado como un hombre joven, siempre dispuesto a bromear y muy coqueto con cuanta chica se le aparezca, llegando a ser "el consentido del grupo". En más de una ocasión se mostró tener una especie de inclinación hacía sus compañeras, la Mujer Maravilla y Chica Halcón. En el episodio, "Eclipsados", se aprecia que Flash tiene ambiciones de estrella de cine, casi exponiendo al grupo a duras críticas, aunque al final logra salvar al mundo, logrando limpiar su imagen. En el episodio "Un Mundo Mejor" se muestra por primera vez una realidad alterna que influiría mucho en la serie. En esa realidad, Flash fue asesinado por Lex Luthor tras llegar a ser Presidente de los Estados Unidos y posteriormente, Luthor es asesinado por Superman, quien le sacó en cara que todo lo malo que ha hecho fue por la culpa de Superman, esta realidad alterna fue dominada por una liga de la justicia que se hacía llamar Amos de la Justicia. En el episodio "Desventurados" cuando los Thanagarianos invaden la Tierra, Batman revela la identidad secreta de varios de los integrantes (incluyendo la suya misma), al tener que mezclarse con la multitud, en ese momento, queda al descubierto que el Flash de la serie es Wally.
- Vuelve a aparecer en la continuación de la serie en la Liga de la Justicia Ilimitada nuevamente con la voz de Michael Rosenbaum, hace diferentes apariciones a lo largo de las 3 temporadas, teniendo un papel protagónico en el segundo episodio de la segunda temporada "Lazos que unen" luego de que Oberon fuera secuestrado por la Abuela Bondad, Big Barda y Sr. Milagro piden ayuda a la liga para rescatarlo de Apokolips pero J'onn se niega, pero Flash decide ayudar. En el episodio "Divididos Caeremos" se muestra a un Brainiac fusionado al cuerpo de Luthor y ambos forman un solo ser. Justo cuando Luthor iba a asesinar a Flash tal con en el universo alterno de la Liga de la justicia, este escapa y desata su máximo poder al límite, derrotando a Luthor y casi costándole la vida, al ser absorbido por la Fuerza de la Velocidad, logrando ser salvado por el resto de sus compañeros. En la última temporada de la serie, en el episodio "La esencia de Flash" se muestra el Museo de Flash en Ciudad Central, donde el Capitán Búmeran, el Amo de los Espejos y Capitán Frío intentaron acabar con el, aunque con la ayuda de Batman y Orion logran vencerlos. En el episodio "El destructor" durante la invasión de Darkseid en el planeta, Flash junto a Linterna Verde logran deshacerse de una de las máquinas de los Parademonio.

- Aparece nuevamente como Flash en un segmento de la serie Mad, llamado Los Super Amigos.

- El personaje aparece como kid flash en la serie animada Los jóvenes titanes durante la temporada 5 como un invitado especial en dos episodios, con la voz de Michael Rosenbaum.

- En el 2011, el personaje vuelve aparecer en la serie animada Young Justice (Justicia Joven) como uno de los principales protagonistas, nuevamente como Kid Flash con la voz de Jason Spisak. Muere en el final de la Segunda Temporada.

### Películas

#### Animación
- En la película de 2008 Wally West (como Kid Flash) hace una breve aparición en Liga de la Justicia: La Nueva Frontera al final de la película durante el discurso del presidente estadounidense John F. Kennedy.

- Aparece en la película animada de 2010 Liga de la Justicia: Crisis en las dos tierras con la voz de Josh Keaton, Wally es miembro oficial de la Liga y ellos viajan a otro universo para hacerle frente al Sindicato del Crimen.

- Wally West (como Kid Flash) aparece en Los Jóvenes Titanes: El Contrato de Judas, con Jason Spisak repitiendo su papel de Young Justice. Junto con Bumblebee y Speedy, se le ve en un Flashback de cómo los Titanes siendo adolescentes cuando conocieron por primera vez a Starfire.

### Videojuegos
- En el videojuego Mortal Kombat vs. DC Universe, El Flash tiene ojos verdes, una característica común de Wally West, sin embargo el Flash en el juego era Barry Allen con características físicas de West.